# Mahas (nubios)
Los mahas son un subgrupo étnico del pueblo nubio que se encuentra en el sur de Egipto y el norte de Sudán, a lo largo de los bancos del río Nilo. Se ha hecho referencia a los mahas como nubios desde la creación del Lago Nasser, cuando grupos de gente de diversas culturas fueron forzados a reubicarse a causa de los territorios cedidos a la cuenca acuífera del señalado lago. Los mahas son uno de los pocos grupos que han quedado de la tribu Qamhat Bishari. De la misma manera como el pueblo ababda pertenece al pueblo beja y son bilingües (árabe y beja), a veces descritos como beduinos, los mahas son étnicamente bejas, pero descritos como nubios. 